# Radim (ort i Tjeckien)
Radim är en ort i Tjeckien. Den ligger i den centrala delen av landet, 80 km nordost om huvudstaden Prag. Radim ligger 305 meter över havet och antalet invånare är 333.
Terrängen runt Radim är platt söderut, men norrut är den kuperad.Runt Radim är det ganska tätbefolkat, med 65 invånare per kvadratkilometer. Närmaste större samhälle är Jičín, 5,9 km väster om Radim. I omgivningarna runt Radim växer i huvudsak blandskog.